# Erythrophysa belinii
Erythrophysa belinii är en kinesträdsväxtart som beskrevs av René Paul Raymond Capuron. Erythrophysa belinii ingår i släktet Erythrophysa och familjen kinesträdsväxter. Inga underarter finns listade i Catalogue of Life.